# Gierst

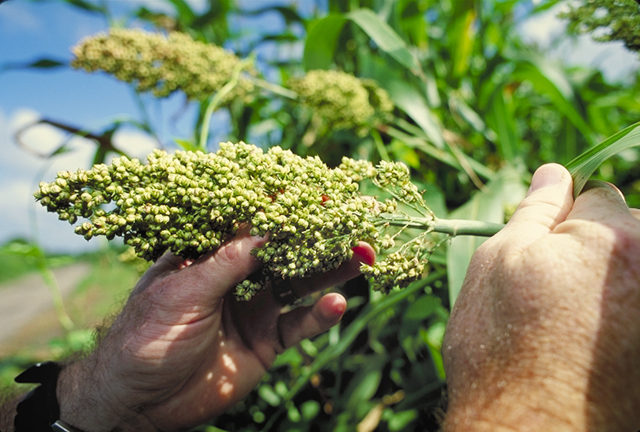
Sorghum

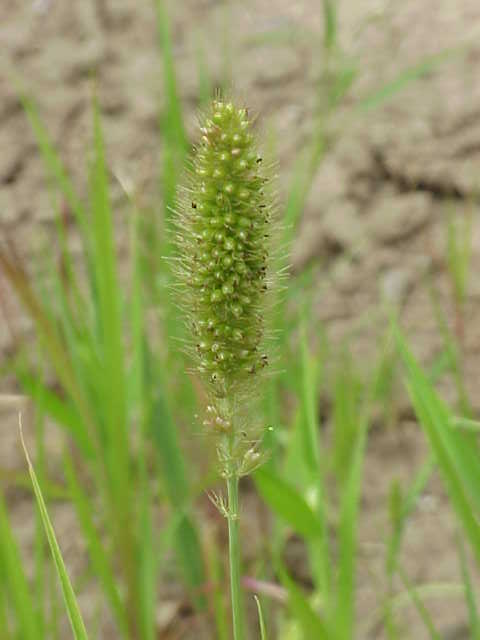
Trosgierst

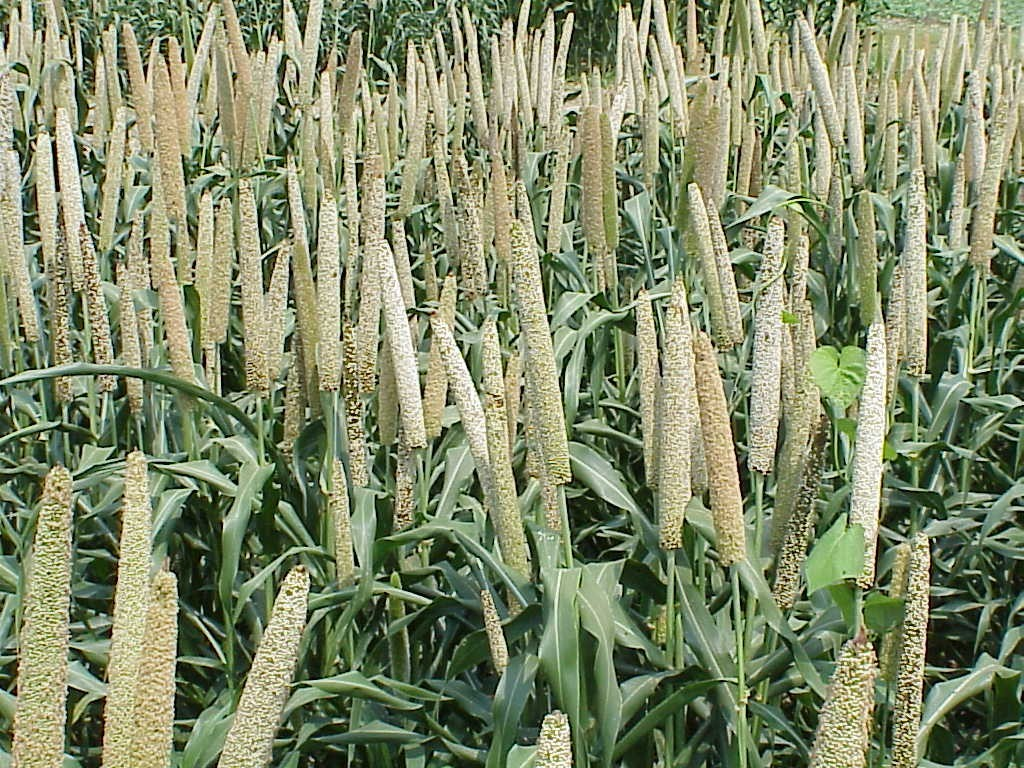
Parelgierst

Gierst is een groep van graangewassen met kleine korrels, die tot de grassenfamilie behoort. Meestal wordt met gierst de soort Panicum miliaceum bedoeld. De korrelopbrengst per ha is ongeveer 700 kg.
Verschillende gierstsoorten werden al in het vroege neolithicum in China verbouwd; er zijn sporen gevonden van gierstteelt uit 8300-6700 v.Chr. In die tijd kwam gierstteelt vaker voor dan rijst. Gierst werd vroeger ook in Europa als voedsel gebruikt. In vele gebieden van Afrika en Azië zijn de verschillende gierstsoorten het belangrijkste voedingsmiddel. Pluimgierst behoort tot de cultuurgewassen die het vroegst zijn aangetroffen; op de raatakkers (celtic fields) werd deze gierstsoort in Nederland al voor het begin van de jaartelling verbouwd.
De korrels zijn glutenvrij en bestaan bij de meeste gierstsoorten voor 60 tot 80 % uit koolhydraten, 6 tot 20 % eiwit met belangrijke aminozuren en 1 tot 6 % vet.

## Verteerbaarheid
Gierst en sorghum bevatten meer onverteerbare stoffen (fytinezuur, oxaalzuur, kiezelzuur) dan andere graansoorten die gebruikt worden voor volkorenbrood. Omdat ongepelde gierst bitter smaakt, wordt aangeraden deze graansoort niet in volkoren te verwerken.

## Gebruik
De gepelde gierstkorrel kan net zoals rijst gegeten worden. Parelgierst wordt het meeste gegeten. Gierst wordt ook verwerkt tot meel, griesmeel, vlokken en popcorn. Ook wordt het, evenals vogelzaad, gebruikt als vulling voor jongleerballetjes.

## Vezel
Van gierst wordt naast de zaden ook de stengel voor het winnen van vezels gebruikt.

## Belangrijkste soorten
De belangrijkste soorten zijn:
- Pluimgierst
- Parelgierst
- Vingergierst
- Trosgierst

Sorghum en teff zijn granen met kleine korrels, die door sommigen tot de giersten worden gerekend en door anderen niet.

## Soorten
1. Sorghum bicolor (L.) Moench, wordt ook sorgo, durra, kafferkoren, kafir genoemd
2. Panicum
2a. Panicum hirticaule J.Presl, sowigierst
2b. Panicum miliaceum L., gierst of pluimgierst, ook gele- of goudgierst (engl.: proso millet)
2c. Panicum sumatrense Roth, kutkigierst
3. Setaria italica (L.) P.Beauv., trosgierst of vogelgierst (engl.: foxtail millet)
4. Pennisetum glaucum (L.) R.Br., parelgierst (engl.: pearl millet)
5. Paspalum scrobiculatum L., kodogierst
6. Echinochloa esculenta (A.Braun) H.Scholz, Japanse gierst
7. Eleusine coracana (L.) Gaertn., vingergierst (engl.: finger millet)
8. Digitaria
8a. Digitaria exilis Fonio
8b. Digitaria sanguinalis bloedgierst
9. Coix lacryma-jobi L., jobstranen
10. Urochloa
10a. Urochloa deflexa (Schumach.) H.Scholz, synoniem: Brachiaria deflexa, Guinea-gierst
10b. Urochloa ramosa (L.) R.D.Webster, synoniem: Panicum ramosa, bruine gierst

## Wilde planten in Nederland
Nieuw in Nederland in het wild is Zuid-Afrikaanse gierst (Panicum schinzii). Daarnaast komen in Nederland pluimgierst (Panicum miliaceum) (verwilderd), kale gierst (Panicum dichotomiflorum), draadgierst (Panicum capillare), trosgierst (Setaria italica) en bloedgierst in het wild voor.